# 光學脈衝星
光學脈衝星（Optical pulsar）是一種可在可見光譜中偵測到的脈衝星。已知的光學脈衝星非常少：蟹狀星雲脈衝星於1969年在電波中被發現後不久，就被斯圖爾德天文台用頻閃技術探測到。船帆座脈衝星於1977年被英澳天文台探測到，是當時成像中最暗的恆星。
截至2018年，已確認的光學脈衝星有13顆。